# Archaeologia Polona
Archaeologia Polona – polskie archeologiczne czasopismo naukowe, wydawane w języku angielskim corocznie przez Instytut Archeologii i Etnologii Polskiej Akademii Nauk, z przeznaczeniem dla szerokiego kręgu czytelników międzynarodowych. Głównym celem periodyku jest prezentacja szerokiego zakresu różnorodnych podejść do najważniejszych problemów współczesnej archeologii.
Periodyk został utworzony w roku 1958, a jego pierwotną intencją była popularyzacja polskiej archeologii zagranicą poprzez publikowanie tłumaczeń najważniejszych artykułów, które ukazały się już uprzednio w języku polskim na łamach innych periodyków wydawanych przez Instytut, zwłaszcza w periodyku Archeologia Polski.
Polityka wydawnicza zmieniła się w roku 1991 i obecnie periodyk publikuje oryginalne prace naukowe zbierane w tomach monotematycznych, poświęconych wybranym problemom, zwłaszcza tym, które mają największe znaczenie dla polskiej archeologii. Kolejne tomy redagowane są przez różnych zaproszonych badaczy polskich i zagranicznych, a periodyk zawiera także prace zagranicznych autorów.
Tomy opublikowane w ciągu ostatnich lat były poświęcone takim kluczowym zagadnieniom, jak: etniczność w archeologii, badania ceramiki zabytkowej, procesy powstawania miast europejskich, archeometria, górnictwo krzemienia, koncepcja kultur archeologicznych, historia archeologii XX w., badania środowiska naturalnego, zarządzanie dziedzictwem archeologicznym, wykorzystanie nauk ścisłych w archeologii, międzynarodowe aspekty polskiej archeologii, prospekcja archeologiczna, rozmaite aspekty złożonych relacji pomiędzy polską a niemiecką archeologią w XIX i XX w., neolit na ziemiach polskich, dystrybucja skał krzemionkowych w prehistorii, archeologia Afryki północno-wschodniej.
Periodyk publikuje także recenzje, jak również polemiki i dyskusje.

## Redaktorzy periodyku
- 1958-1962 (t. I-V) – Aleksander Gieysztor, Witold Hensel i Kazimierz Majewski
- 1964 (t. VI) – Aleksander Gieysztor i Witold Hensel
- 1964-1968 (t. VII-X) – Aleksander Gieysztor, Witold Hensel i Kazimierz Majewski
- 1969 (t. XI) – Witold Hensel i Kazimierz Majewski
- 1970-1990 (t. XII-XXVIII) – Witold Hensel
- 1991-2009 (t. 29-47) – Zbigniew Kobyliński
- 2010-2011 (t. 48-49) – Mateusz Bogucki[2]
- 2012-2017 (t. 51-55) – Aleksandra Rzeszotarska-Nowakiewicz[2]
- od 2017 r. (t. 50, 56-58) – Dagmara H. Werra[4]

## Wykaz tomów monotematycznych (od 1991 r.)[2]
- T. 29 (1991): Ethnicity (red. Zbigniew Kobyliński)
- T. 30 (1992): Pottery as information (red. Andrzej Buko i Zbigniew Kobyliński)
- T. 31 (1993): Archaeometry (red. Tomasz Herbich i Zbigniew Kobyliński)
- T. 32 (1994): Origins of Medieval towns in Temperate Europe (red. Przemysław Urbańczyk)
- T. 33 (1995): Flint mining (red. Jacek Lech)
- T. 34 (1996): The concept of archaeological cultures (red. Bożena Wyszomirska-Werbart i Paul Barford)
- T. 35-36 (1997-1998): Archaeology in the 20th century. Ideas – people – research (red. Jacek Lech)
- T. 37 (1999): Archaeology and ecology (red. Bogusław Gediga i Zbigniew Kobyliński)
- T. 38 (2000): Archaeological heritage management (red. Zbigniew Kobyliński)
- T. 39 (2001): Archaeology and archaeological science (red. Arkadiusz Marciniak, Johannes Müller i Włodzimierz Rączkowski)
- T. 40 (2002): Polish archaeology in an international context (red. Zbigniew Kobyliński)
- T. 41 (2003): Archaeological prospection (red. Tomasz Herbich)
- T. 42 (2004) Neighbours: Polish-German relations in archaeology. Part 1 – to 1945 (red. Jacek Lech)
- T. 43 (2005) Neighbours: Polish-German relations in archaeology. Part 2 – after 1945 (red. Zbigniew Kobyliński)
- T. 44 (2006): Archaeology – anthropology – history. Parallel tracks and divergences (red. Dorota Cyngot, Stanisław Tabaczyński, Anna Zalewska)
- T. 45 (2007): Glass and silver (red. Tadeusz Baranowski, Teresa Stawiarska)
- T. 46 (2008): Archaeometry of pottery and glass (red. Urszula Kobylińska, Zbigniew Kobyliński)
- T. 47 (2009): Profiles of archaeologists of the twentieth century dedicated to the memory of Andrew Sherrat (red. Jacek Lech, Wojciech Piotrowski, and Pamela Jane Smith)
- T. 48 (2010): Archaeology of the Slavs (red. Mateusz Bogucki, Bartłomiej Lis)
- T. 49 (2011): Geoarchaeology in Poland (red. Fabian Welc, Barbara Woronko)
- T. 50 (2012): Looking into the Past (red. Aleksandra Rzeszotarska-Nowakiewicz, Marzena Woźny and Dagmara H. Werra)
- T. 51-52 (2013-2014): Archaeology of Children and Childhood (red. Paulina Romanowicz, Aleksandra Rzeszotarska-Nowakiewicz)
- T. 53 (2015): Archaeological Prospection (red. Tomasz Herbich, Iwona Zych)
- T. 54 (2016): Investigating Geochemical and Petrographic Methods for Identifying Siliceous Rocks in Archaeology (red. Dagmara H. Werra, Richard E. Hughes)
- T. 55 (2017): Pottery and glass in contemporary studies (red. Krystian Chrzan, Sylwia Siemianowska, Paweł Rzeźnik, Aleksandra Rzeszotarska-Nowakiewicz)
- T. 56 (2018): Characteristics and Distribution of Siliceous Rocks in Prehistory (red. Dagmara H. Werra, Iwona Sobkowiak-Tabaka)
- T. 57 (2019): The Neolithic in Polish lands. Fundamentals, research directions and interpretations of cultural systems – fifty years ago and today (red. Hanna Kowalewska-Marszałek, Sławomir Sałaciński, Halina Taras)
- T. 58 (2020): Prehistory of North-East Africa. Volume Dedicated to Prof. Michał Kobusiewicz on His 80th Birth (red. Przemysław Bobrowski and Mirosław Masojć)

Archiwalne i bieżące tomy periodyku są udostępnione on-line.